# غضروف مرن
غُضروف مَرن أو غُضروف مارِن أو غُضروف أَصفر (بالإنجليزية: Elastic Cartilage) (بالفرنسية:cartilage élastique)، هوَ أحد أنواع الغضاريف المُغطاة بِالسِمحاق الغضروفي، حيث يتميز عن غيره من الأَنواع باحتوائه على كَمية وافرة من الألياف المرنة  بالإضافة إلى ألياف الكولاجين من النوع الثاني، ويَحصل هذا النّوع من الغضاريف على غذائه عن طَريق السِمحاق الغُضروفي.

## التركيب
يظهر الغُضروف المَرن باللون الأَصفر، وذلك لاحتوائه بِشكل أساسي على الألياف المرنة الممتدة بشكل متفرع ومتقاطع. كَما يَحتوي الغُضروف المَرن على الكَثير من الخَلايا الغُضروفية، حَيث يُوجد داخل كُل جَوْبَة غُضروفية  من 1-3 خلية غضروفية.

## الخصائص
1. أكثر مرونة من الغضاريف الزجاجية.
2. يتحمل الإجهاد الميكانيكي المَبذول عليه.
3. غير شَفاف للنور.
4. لونهـ مائل للصفّار.

## الصبَغات
يُمكن تَحديد الغضروف المَرن تَحت المجهر عن طَريق تحديد الألياف المَرنة المَوجودة به بشكل أساسي، حيث يتم تحديدها بواسطة صَبغات خاصة، وهيَّ :
1. صَبغة أورسَيِين (Orcein stain)، وهوَ مُلون نسيجي.
2. صَبغة فيرهوف فان جِيزُن (Verhoeff–Van Gieson stain) (VVG)، وهوَ ملون نسيجي خاص بالألياف المَرنة.

## التواجد

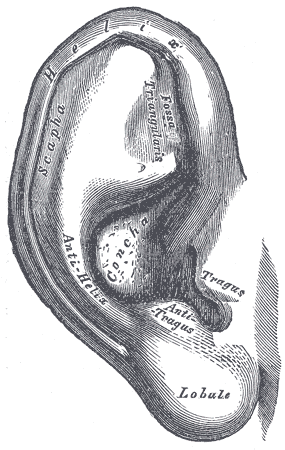
صيوان الأذن

تتواجد الغَضاريف المَرنة في عدة مواقع في الجِسم، ومنِها :
1. صيوان الأُذن (Ear pinna).
2. القناة السَمعية الخارجية (External auditory meatus).
3. لِسان المزمار (Epiglottis).
4. الحُنجرة (Larynx).

## الوظائف
يَلعب الغضروف المَرن في مواقع تواجده عدة أدوار، مِنها :
1. يُساعد في الحَفاظ على الشَكل.
2. يُقدم الدَعم.

## المَصادر
Human Histology Part II , Alexandria University Faculty of Medicine , Cartilage , Page.6